# Paraje Cuauhtetec
Paraje Cuauhtetec är en ort i Mexiko.   Den ligger i kommunen Milpa Alta och delstaten Distrito Federal, i den sydöstra delen av landet, 26 km söder om huvudstaden Mexico City. Paraje Cuauhtetec ligger 2 690 meter över havet och antalet invånare är 188.
Terrängen runt Paraje Cuauhtetec är lite bergig, och sluttar norrut. Runt Paraje Cuauhtetec är det mycket tätbefolkat, med 2 431 invånare per kvadratkilometer. Närmaste större samhälle är Iztapalapa, 18,2 km norr om Paraje Cuauhtetec. I omgivningarna runt Paraje Cuauhtetec växer huvudsakligen savannskog.